# Charoset

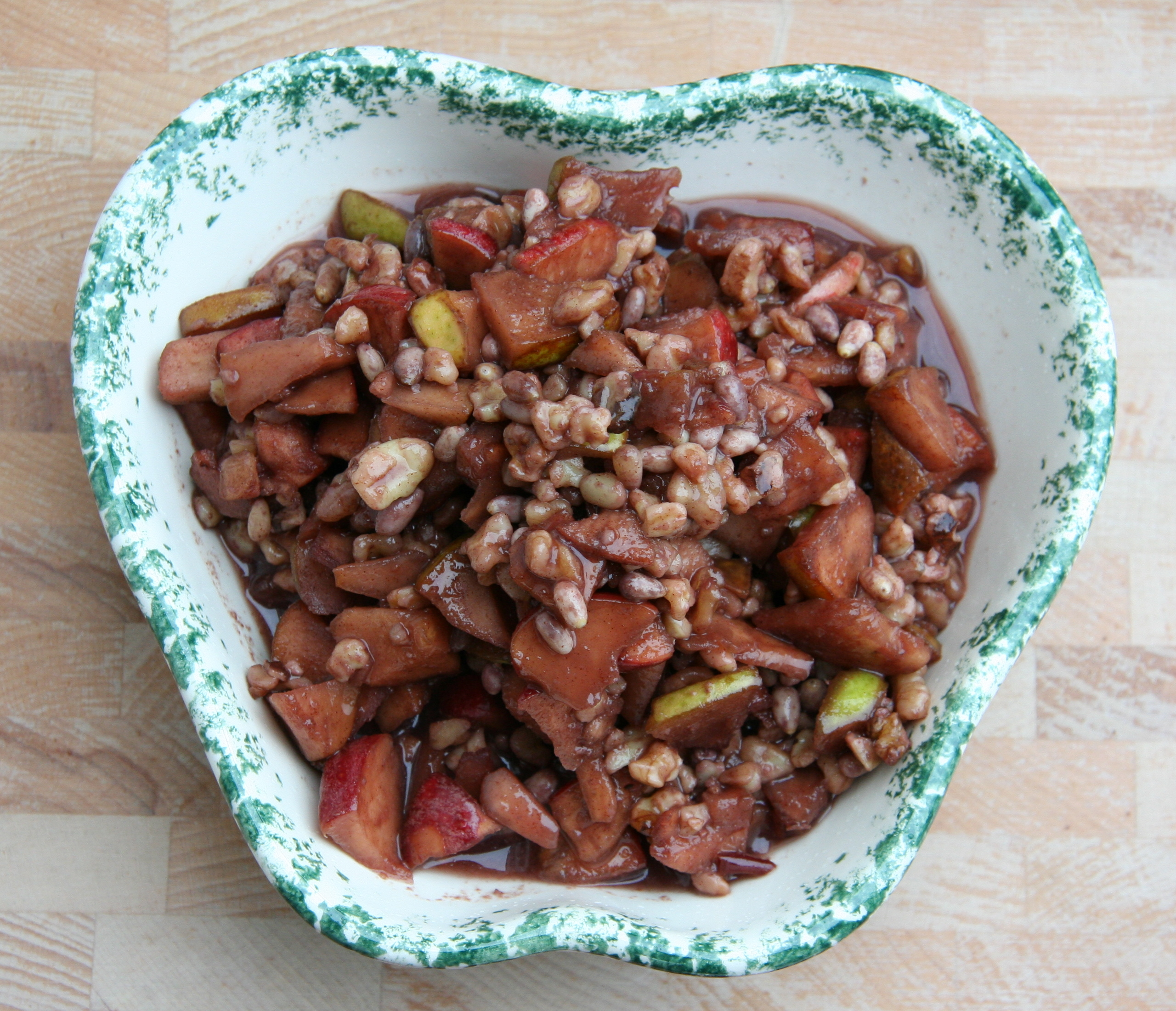
Charoset

Charoset (hebr. ‏חֲרֹסֶת / חרוסת‎ charoset, jid. ‏חרוסת‎ ch(a)rojses; utworzone od hebr. ‏חֶרֶס‎ cheres = glina) – jedna z potraw kuchni żydowskiej, podawana podczas spożywanej w święto Pesach wieczerzy sederowej. Ma formę słodkiej, brązowej pasty przyrządzanej z owoców, w której maczane są gorzkie zioła. Zgodnie ze wskazaniami talmudycznego traktatu „Pesachim” (116a) tradycja judaistyczna nadaje jej znaczenie symboliczne – ma przypominać glinę, z której uwięzieni w Egipcie Izraelici wyrabiali cegły służące do wznoszenia budowli przez faraona.
W tradycji aszkenazyjskiej charoset robi się z jabłek, gruszek, tłuczonych orzechów włoskich, migdałów, miodu, przypraw i czerwonego wina. W tradycji sefardyjskiej dodaje się także owoce pochodzące z Erec Israel. Słodycz owoców, z których przyrządzany jest charoset, symbolizuje radość z odzyskanej wolności. W starożytności charoset stosowano jako sos do warzyw.